# Paolo Emilio Taviani
Paolo Emilio Taviani (ur. 6 listopada 1912 w Genui, zm. 18 czerwca 2001 w Rzymie) – włoski polityk, wykładowca akademicki, wieloletni parlamentarzysta, wielokrotny minister w latach 50., 60. i 70., senator dożywotni, współtwórca powojennej chadecji.

## Życiorys
Kształcił się w zakresie prawa, filozofii i nauk społecznych. Pracował jako profesor historii i doktryn gospodarczych w Genui. W okresie II wojny światowej służył jako kapitan wojsk artyleryjskich. Od 1943 uczestniczył we włoskim antyfaszystowskim ruchu oporu. Działał w nielegalnym komitecie wyzwolenia narodowego (Comitato di Liberazione Nazionale) w Ligurii. Brał udział w organizacji antyniemieckiego powstania w Genui, odbierając kapitulację od hitlerowskiej załogi tego miasta.
W 1946 został posłem do powołanej po II wojnie światowej konstytuanty (Assemblea Costituente della Repubblica Italiana), która działała do 1948. W tym samym roku po raz pierwszy uzyskał mandat posła do Izby Deputowanych, w niższej izbie włoskiego parlamentu zasiadał nieprzerwanie do 1983 w ramach I, II, III, IV, V, VI, VII i VIII kadencji.
Należał do założycieli reaktywowanej Chrześcijańskiej Demokracji. Od 1949 do 1950 pełnił funkcję jej lidera (sekretarza partii). Karierę rządową rozpoczynał jako podsekretarz stanu w resorcie spraw zagranicznych. Sprawował urząd ministra obrony w latach 1953–1958, w rządach na czele których stali Giuseppe Pella, Amintore Fanfani, Mario Scelba, Antonio Segni i Adone Zoli. Trzykrotnie zajmował stanowisko ministra spraw wewnętrznych: w latach 1962–1963 (premier Amintore Fanfani), w latach 1963–1968 (premier Aldo Moro) i w latach 1973–1974 (premier Mariano Rumor). W międzyczasie był również ministrem finansów, ministrem skarbu, ministrem ds. Mezzogiorno i ministrem budżetu. W ostatnim okresie kierowania przez niego MSW doszło do uaktywnienia się terrorystów z Czerwonych Brygad. Pojawiały się wobec niego oskarżenia o prowadzenie rozmów ze skrajną prawicą, jednocześnie jako minister doprowadził do delegalizacji neofaszystowskich grup Ordine Nuovo czy Avanguardia Nazionale.
W 1983 i 1987 był wybierany do Senatu IX i X kadencji. W trakcie tej ostatniej 1 czerwca 1991 prezydent Włoch Francesco Cossiga w uznaniu zasług powierzył mu godność dożywotniego senatora. Paolo Taviani kontynuował działalność w izbie wyższej także w XI, XII, XIII i XIV kadencji, tj. do czasu swojej śmierci.